# Шнирман, Георгий Львович
Георгий Львович Шни́рман (1907—1993) — советский физик-экспериментатор, конструктор геофизической аппаратуры, лауреат четырёх Сталинских премий.

## Биография
Родился в семье концертмейстера первых скрипок Мариинского театра Льва Александровича Шнирмана (1858, Екатеринослав — ?) и Анны Моисеевны Шнирман.
После окончания в 1930 году физико-математического факультета Ленинградского университета работал в Сейсмологическом институте АН СССР (СИАН) заведующим сейсмической лабораторией.
С 1946 года — руководитель отдела приборостроения Института химической физики. На этой должности Георгий Шнирман организовал разработку многих образцов важнейшей измерительной аппаратуры, аппаратных методик и аппаратных комплексов, использованных на ядерных испытаниях в СССР, возглавлял проведение полевых измерений и принимал личное участие в полевых измерениях.
Помимо научной работы в Институте химической физики, читал спецкурсы в ведущих технических вузах — МВТУ, МФТИ и МИФИ. Воспитал несколько поколений специалистов-приборостроителей.
Похоронен на Троекуровском кладбище.

## Признание
- Сталинская премия третьей степени (1946) — за разработку новых методов и аппаратуры для исследования крутильных колебаний при испытаниях авиационных двигателей
- Сталинская премия второй степени (1949) — за разработку новейших приборов и методики измерений атомного взрыва
- Сталинская премия второй степени (6.10.1951) — за участие в разработке методов испытаний и проведении испытаний изделий РДС.
- Сталинская премия второй степени (31.12.1953) — за работы по созданию аппаратуры для испытания изделий РДС-6с, РДС-4, РДС-5 и измерения на полигоне № 2

## Семья
- Брат — психолог и педагог Александр Львович Шнирман (1899—1960).
- Двоюродный брат — Николай Исаакович Шнирман (1890/91—1949), первый главный врач и директор Института восстановления трудоспособности физически-дефективных детей им. проф. Г. И. Турнера (ныне Научно-исследовательский детский ортопедический институт им. Г. И. Турнера).